# Sunny (cantante)
Susan Soonkyu Lee (Condado de Orange, California; 15 de mayo de 1989), más conocida como Sunny, es una cantante, actriz de teatro musical, modelo, locutora y presentadora surcoreana-estadounidense. Es vocalista del grupo Girls' Generation, formado en 2007 por la agencia de talentos SM Entertainment.

## Biografía
Cuando era aún pequeña se mudó a Kuwait; sin embargo, al iniciarse la Guerra del Golfo, su familia se mudó a Corea del Sur.
Tiene 2 hermanas mayores, quienes nacieron la misma fecha pero en diferentes años. Habla coreano con fluidez, además de chino, japonés, inglés y francés básico.
Su padre estaba en una banda universitaria llamada Hwaljooro junto el presentador de radio Bae Chul-soo y el padre de su compañera de grupo Taeyeon.
Es sobrina de Lee Soo Man, fundador de SM Entertainment. En 1998, Sunny entró a Starlight Entertainment y se convirtió en aprendiz por 5 años antes de ser transferida a Starworld Entertainment donde se convirtió en miembro de un dúo llamado Sugar que nunca llegó a debutar.
En el 2007, Sunny fue recomendada por la cantante Ayumi, y fue transferida a SM Entertainment. Después de unos pocos meses entrenando en esta nueva agencia, Sunny debutó como miembro de Girls' Generation ese mismo año.

## Trayectoria

### Carrera musical
Sunny ha contribuido en bandas sonoras como artista en solitario, cantando el tema "You Don't Know About Love" para el drama de SBS Working Mon, el tema "Finally Now" para el drama de IPTV Story of Wine y el tema "Your Doll" para el drama de SBS Oh! My Lady. Para el drama de MBC Heading to the Ground cantó el tema "It's Love" junto a Taeyeon.
Ella participó en la canción "S.E.O.U.L" junto con Kyuhyun, Leeteuk, Ryeowook, Sungmin y Donghae de Super Junior y con sus compañeras de banda Seohyun, Sooyoung, Jessica y Taeyeon.
Sunny también cantó el tema para Caribbean Bay junto a sus compañeras Taeyeon, Seohyun, Jessica, Tiffany y el grupo 2PM.
Sunny cantó junto a Miryo de Brown Eyed Girls el tema "I Love You, I Love You" perteneciente al primer miniálbum de Miryo en solitario llamado Miryo A.K.A JoHoney.
Sunny junto a Luna de F(x), como dúo, participaron en la Banda sonora de To The Beautiful You con la canción "It`s Me".

### Cine
Sunny ha prestado su voz a Miranda, personaje de la película coreana animada Koala Kid: Birth of A Hero
También, presto su voz para la película animada "Rio" en su segunda entrega.

### Teatro
Sunny desempeñó el papel principal de "Brenda Strong" en la producción coreana del musical de Broadway "Catch Me If You Can", desde el 28 de marzo de 2012 hasta el 10 de junio del mismo año. Su actuación ha recibido críticas positivas y fue nominada como "Mejor Nueva Actriz" en la sexta edición de "The Musical Awards", equivalente surcoreano de los Premios Tony de Broadway. Sunny retornó al papel de Brenda en "Catch Me If You Can" para una nueva temporada que inició el 14 de diciembre de 2012 y duró hasta el 9 de febrero de 2013.
En 2014, Sunny actuó como Kathy Selden, el papel femenino principal en la producción SM Entertainment de Singin' in the Rain . El musical corrió desde 5 de junio de 2014 hasta el 3 de agosto de 2014 en la Sala de Arte Chungmu en Seúl.

### Programas de televisión
Sunny era una miembro permanente en el programa Star Golden Bell hasta que salió la canción Oh! de Girls' Generation.
Sunny junto a Yuri fueron parte del reality show Invincible Youth en el que formaban parte del G-7, que consta de 7 mujeres de diferentes grupos de ídolos. Debido al debut japonés de Girls' Generation y otras actividades, ella dejó el programa en junio de 2010.
El 17 de octubre de 2011, fue confirmada la participación de Sunny junto a Hyoyeon en la segunda temporada de Invincible Youth 2.

### Conducción
Sunny fue locutora de "Chunji Reckless Radio" junto a Sungmin de Super Junior desde el 3 de febrero de 2008 hasta el 30 de julio del mismo año.
Ella también fue presentadora del programa musical "The M" junto a Kim Hyung Jun de SS501 e Im Seulong de 2AM pero tuvo que dejarlo debido a su apretada agenda. Su última aparición como presentadora en el programa fue el 4 de abril de 2010
Sunny, junto a otras celebridades, son parte del elenco estelar del programa de SBS y MTV "Music Island", tomando el rol de presentadora principal. El primer episodio del programa salió al aire el 24 de febrero de 2012.

## Discografía

### Bandas sonoras y canciones en solitario
| Año  | Título                                     | Canal    | Canción                                                                                                | Duración | Artista                                 |
| ---- | ------------------------------------------ | -------- | --- | -------- | --------------------------------------- |
| 2008 | Working Mom                                | SBS      | "You Don't Know About Love"                                                                            | 03:33    | Solitario                               |
| 2009 | Story of Wine                              | IPTV     | "Finally Now"                                                                                          | 04:11    | Solitario                               |
| 2009 | Heading To The Ground                      | MBC      | "It's Love"                                                                                            | 04:15    | Dueto con Taeyeon                       |
| 2010 | Oh My Lady!                                | SBS      | "Your Doll"                                                                                            | 03:49    | Solitario                               |
| 2012 | Miryo A.K.A JoHoney                        | -        | "I Love You, I Love You"                                                                               | 04:10    | Dueto con Miryo                         |
| 2012 | To The Beautiful You                       | SBS      | "It`s Me"                                                                                              | 03:42    | Dueto con Luna de F(x)                  |
| 2013 | SBS Gayo Daejun: Friendship Project        | MBC      | "You Are A Miracle"                                                                                    | 3:24     | Solitario                               |
| 2013 | The Queen's Classroom                      | MBC      | "The Second Drawer"                                                                                    | 6:11     | con Varios Artistas                     |
| 2014 | Make Your Move                             | Película | "Cheaper Creeper"                                                                                      | 3:01     | con Jessica, Taeyeon, Tiffany & Seohyun |
| 2014 | Hwang Sung Je Super Heroes Series #3 Sunny | TBA      | First Kiss                                                                                             | 3:26     | Solitario                               |
| 2015 | Heart Throbbing                            | TBA      | 심쿵주의보 (Heart Throbbing)                                                                           | 3:32     | Junto a Rooftop House Studio            |
| 2021 | Bossam: Steal the Fate                     | MBN      | 옷깃 («Collar»)                                                                                        | 4:08     | Solitario                               |
| 2021 | Let Me Be Your Knight                      | SBS      | 너의 환한 미소가 하늘 구름 위에 있어 («Tu brillante sonrisa está por encima de las nubes en el cielo») |          |                                         |

## Filmografía

### Cine
| Año  | Título                     | Papel         |
| ---- | -------------------------- | ------------- |
| 2015 | SMTown The Stage           | Ella Misma    |
| 2014 | Rio 2                      | Jewel (voz)   |
| 2012 | Koala Kid: Birth of A Hero | Miranda (voz) |
| 2012 | I AM.                      | Ella misma    |

### Drama
| Año  | Título                     | Papel      | Notas |
| ---- | -------------------------- | ---------- | ----- |
| 2008 | Unstoppable Marriage       | Ella misma | Cameo |
| 2009 | Tae-Hee, Hye-Kyo, Ji-Hyun! | Ella misma | Cameo |
| 2011 | Sazae-san 3                | Ella misma | Cameo |

### Programas de variedades
| Año         | Título                                                                         | Papel                                                                            |
| ----------- | ------------------------------------------------------------------------------ | -------------------------------------------------------------------------------- |
| 2009        | Star Golden Bell                                                               | Ella misma                                                                       |
| 2009        | Sang Sang Plus                                                                 | Con Yoona y Tiffany                                                              |
| 2009        | Flower Boys Generation                                                         | Con Jessica y Hyoyeon                                                            |
| 2009 - 2010 | The M                                                                          | Coanimadora junto a Kim Hyung-jun (SS501) y a Seulong (2AM)                      |
| 2009 - 2010 | Invincible Youth                                                               | Con Yuri                                                                         |
| 2010        | Happy Together                                                                 | Invitada Ep. 172 con Yuri, Taeyeon, Sooyoung, y Seohyun                          |
| 2011        | Running Man                                                                    | Invitada Ep. 39 con Yoona                                                        |
| 2011–2012   | Invincible Youth 2                                                             | Con Hyoyeon                                                                      |
| 2012        | Music Island                                                                   | Presentadora                                                                     |
| 2011, 2013  | Hello Counselor                                                                | Invitada Ep. 46 y 106                                                            |
| 2013        | Strong Heart                                                                   | Junto a Girls' Generation en los Episodios 165-166                               |
| 2013        | Shinhwa Broadcast                                                              | Invitada en los Episodios 47-48 junto a Hyoyeon, Taeyeon, Yoona, Yuri y Sooyoung |
| 2013        | Real Man                                                                       | Narradora junto a Seohyun                                                        |
| 2013        | Grandpa Over Flowers                                                           | Invitada en los episodios 9–10                                                   |
| 2014-2015   | Roommate                                                                       | Ella misma                                                                       |
| 2015        | Super Junior Gest House (Llamada Telefónica de Henry)                          | Ella misma                                                                       |
| 2015        | Full House                                                                     | Ella misma junto a HyoYeon                                                       |
| 2015        | Global Taiyaki Example Teaching                                                | Ella misma                                                                       |
| 2015        | Everybody (JTBC)                                                               | Ella misma                                                                       |
| 2015        | Shin Dong Yup's Bachelor Party (Llamada telefónica de Eunhyuk)                 | Ella misma                                                                       |
| 2015        | 90's Saturday Night Ferver (KBS)                                               | Ella misma (Como Mc)                                                             |
| 2015        | #Heart A Tag (Mnet)                                                            | Ella misma (Cameo ep.1 Junto A Girls Generation)                                 |
| 2015        | Get It Beauty (OnStyle)                                                        | Ella misma                                                                       |
| 2015        | Please Take Care of My Refrigerator (JTBC, 2015, junto a Sung Kyu de INFINITE) | Ella misma                                                                       |
| 2015        | #Heart A Tag (Mnet)                                                            | Ella Misma (Ep. 12 Junto a Girls' Generation)                                    |
| 2015        | HyoYeon's 100m Like's                                                          | Ella Misma (Ep.5 Junto a Girls' Generation)                                      |
| 2017        | Battle Trip                                                                    | Participó junto a Hyoyeon - (Ep. 70-72)                                          |
| 2017        | We're Also National Athletes                                                   | copresentadora junto a Hyoyeon, Hyoyeon y Jinwoon                                |
| 2018        | Pajama Friends (Lifetime)                                                      | ep. #10-11 - invitada                                                            |
| 2019        | Running Man                                                                    | ep. #466 - invitada                                                              |

### Musicales de teatro
| Año         | Título              | Papel                         |
| ----------- | ------------------- | ----------------------------- |
| 2012 - 2013 | Catch Me If You Can | Brenda Strong (rol principal) |
| 2014        | Singin' in the Rain | Katy Shelden (rol principal)  |

### Apariciones en videos musicales
| Año  | Canción             | Artista                          | Papel               |
| ---- | ------------------- | -------------------------------- | ------------------- |
| 2008 | "Cooking? Cooking!" | Super Junior - H                 | Ella misma          |
| 2009 | "S.E.O.U.L."        | Super Junior y Girls' Generation | Profesora de Jardín |

### Programas de radio
| Año           | Título                   | Papel                    |
| ------------- | ------------------------ | ------------------------ |
| 2008          | Chunji Reckless Radio    | locutora junto a Sungmin |
| 2014-presente | MBC FM4U "Sunny FM Date" | Locutora                 |

## Publicidad
Aparte de sus apariciones junto Girls' Generation, Sunny también ha sido imagen de las siguientes marcas:
| Año  | Marca     | Nota                                               |
| ---- | --------- | -------------------------------------------------- |
| 2011 | Dior Snow | Junto a Sooyoung, Yuri, Hyoyeon, Jessica y Tiffany |
| 2012 | W         | Junto a Seohyun y artistas de SM.                  |
| 2012 | Singles   | Junto a Taeyeon                                    |
| 2012 | Ace Bed   | Junto a Girls' Generation                          |
| 2013 | Nylon     | Sola                                               |
| 2013 | InStyle   | Sola                                               |
| 2014 | Nylon     | Sola                                               |
| 2014 | CeCi      | Sola                                               |
| 2016 | SURE      | Sola                                               |

## Premios y nominaciones
| Año  | Premio                   | Categoría          | Trabajo             | Resultado |
| ---- | ------------------------ | ------------------ | ------------------- | --------- |
| 2012 | 6th Musical Awards       | Mejor nueva actriz | Catch Me If You Can | Nominada  |
| 2014 | MBC Entertainment Awards | Radio Rookie Award | FM Date             | Ganadora  |